# Apogon natalensis
 Apogon natalensis és una espècie de peix de la família dels apogònids i de l'ordre dels perciformes.

## Morfologia
Els mascles poden assolir els 19 cm de longitud total.

## Distribució geogràfica
Es troba des del Mar Roig fins a Durban (Sud-àfrica).